# كينيث موراي
كينيث موراي (بالإنجليزية: Kenneth Murray)‏ هو عالم أحياء جزيئية بريطاني، ولد في 30 ديسمبر 1930 في يوركشاير في المملكة المتحدة، وتوفي في 7 أبريل 2013.